# Jan Serfontein
Jan Serfontein (Puerto Elizabeth, 15 de abril de 1993) es un jugador de rugby sudafricano, que juega de centro para la selección de rugby de Sudáfrica y, actualmente para el Montpellier Hérault Rugby Club del Top 14 francés.
Serfontein formó parte del equipo sub-20 de Sudáfrica que se proclamó campeón el Campeonato Mundial de Rugby Juvenil del año 2012. Su actuación en el torneo llevó a que fuese escogido como Jugador del año júnior de la IRB. También fue incluido en el equipo para el campeonato juvenil de 2013, pero más tarde fue retirado para que pudiera estar disponible para la selección absoluta. Su debut con ésta se produjo en un partido contra la selección de rugby de Italia, celebrado en Durban el 8 de junio de 2013. Ha formado parte del equipo que ganó la medalla de bronce en la Copa Mundial de Rugby de 2015.